# 대한민국의 라디오 드라마

## 여명과 개화
대한민국에 라디오라는 문명의 이기(利器)가 등장하고 정식으로 방송을 개시한 것은 1927년 2월 16일의 일이었다. 방송에는 한·일 양국어가 혼합 사용되었는데, 그 비율은 처음에는 1대 3으로 일본어 프로그램이 압도적이다가, 한국 신문들의 비난과 식민지정책의 침투란 정치적 고려에서 2대 3으로 바뀌었다. 이러한 상태가 약 5년 간 계속되었다가 1933년 4월 26일부터 한·일어 이중방송이 실시되어, 비로소 한국인 대상의 본격적인 방송이 시작되었다.
최초의 라디오 드라마가 방송된 것은 1927년 5월 23일의 일이었는데, 문호 입센 추모제 행사의 하나로 <인형의 집>이 방송되었다. 그 후 라디오 드라마의 고전으로 꼽히는 리처드 휴즈 원작 <탄갱(炭坑)> 등이 단막극이 방송되었고, 1928년 10월에는 최초의 연속드라마로 <춘향전>이 5회에 걸쳐 방송되었다.
이렇게 해서 시작된 라디오 드라마는 홍해성·서항석·유치진·김광섭·이헌구·이하윤·모윤숙·김희창 등이 중심이 된 '극예술연구회'와 권일청·이경환·변기종·복혜숙 등을 중심으로 한 '조선극우회' 등의 연극단체, 박진·윤성묘·이운분·김희창·김영옥·홍정숙 등이 중심이 된 한국 최초의 방송드라마 연구단체 '라디오 플레이 미팅'에 의해 어려운 여건 속에서나마 꾸준히 발전되었고, 중계형식의 방송극에서 벗어나 장면전환과 동작설명을 위한 해설이 삽입되지 않은 본격적인 방송극이 모습을 보이기 시작했다. 이 무렵의 작품인 김희창 작·박진 연출의 <노차부(老車夫)>는 최초의 본격적 라디오 드라마로서 기록할 만한 것이었다.
1933년 한·일어 이중방송이 시작되고 연예부분에 중점을 둔 프로그램이 편성되어 라디오 드라마도 활발하게 발표되는 듯했으나, 중일전쟁이 발발하고 태평양전쟁으로 확대되자 모든 프로그램은 소위 전쟁 수행을 위한 선전수단으로 바뀌었으며, 라디오 드라마도 그 영향을 받지 않을 수 없게 되었다.
광복이 되자 방송은 미군정에 의해 접수되었고, 미국 방송의 영향을 받아 계몽·교양 등을 위한 프로그램도 방송극화하는 경향으로 흘러 한때 방송드라마 붐을 이루었는데, 이는 본격적인 라디오 드라마와는 거리가 있는 것이었다.  광복 후 최초의 방송극은 홍은표 작·윤준섭 연출의 <화랑관창>이었으며, 그 후 김희창 작 <삼대의 화창> <정수동 행상기>, 이익 작 <반지와 장님> <장미호텔>, 이서구 작 <봄바람에 일어난 일> 등이 발표되었고, 광복 후 최초의 라디오 드라마 현상모집에서 안기도 작 <꿈의 공덕>(1위), 최요안 작 <세뱃돈>(2위) 등이 입선·방송되었다.
연속드라마로는 미국인 작가 랜돌프가 시작한 <똘똘이의 모험>이 최초의 것이었는데, 비록 아동극이었지만 당시의 여론조사에서도 나타났듯이 대단한 인기 속에 유호·김영수 등에 의해 뒤를 이어 릴레이 형식으로 집필되었다. 이와 거의 때를 같이 하여 발표된 윤백남 각색의 <임꺽정>, 김희창 각색의 <대원군> 등이 광복 후 6·25전쟁 전까지의 대표적 연속극이라 할 수 있다.
이 무렵 라디오 드라마 제작에 종사한 사람으로는 작가로는 김영수·유호·김희창·이익·이서구·김성민·최요안·한운사 등이 있으며, 연출에는 윤준섭·이백수·현재덕·유리송·민병량 등이 있다. 또 출연에는 복혜숙·한은진·김소영·태을민·이향·김승호·이영옥·김영옥·주선태·최남현·김동원·이해랑·황정순·장진·남궁련 등의 무대극 배우들이 활약했다.

## 한국전쟁 이후
그 후 6·25전쟁이 일어나고 두차례에 걸친 철수와 환도 등을 거치는 동안 대부분의 방송시설이 파괴되는 등 아픈 상처를 입어 라디오 드라마는 공백기를 맞을 수밖에 없었다.
1953년에 휴전이 성립되고 정부가 환도하여 방송사업도 다시 정상적인 궤도에 오르기 시작하였으며, 라디오 드라마도 차차 활기를 띠어 갔다. 1956년 10월부터 방송된 KBS의 일요연속극인 조남사 작·이경재 연출의 <청실홍실>은 전쟁 후 최초의 연속드라마로서 전쟁에 시달렸던 국민들에게 건전한 오락을 안겨준 작품이었으며, 라디오 드라마의 붐을 조성하는 시발점이 된 기념할 만한 작품이었다. 그 후 박진 작 <꽃피는 시절>, 이서구 작 <봄이 오면>, 최요안 작 <느티나무 있는 언덕> 등이 잇따라 방송되었다.
일요연속극의 인기가 점점 높아지자 이에 고무되어 매일 연속극이 기획되고, 1957년에는 그 첫 작품으로 조남사 작 <산 너머 바다 건너>의 제1부인 <빙화(氷花) 속에서>가 일요일을 제외한 매일 저녁 방송되었다.  이 작품의 연출은 이보라가 맡았고, 최무룡·윤일봉·신원균·정은숙·고은정·김소원·윤미림 등이 출연했다. 곧이어 연속된 제2부 <푸른 성좌>까지 합쳐 78회에 걸쳐 방송되어 많은 인기를 얻었고, 매일연속극이 주간연속극보다 더욱 강력히 청취자에게 어필될 수 있음을 보여 주었다. 이때부터 연속드라마의 붐이 일기 시작, 연속극은 청취율 최고의 인기프로가 되었다.
이처럼 연속극이 활기를 띠자 작품에 있어서도 우수한 것이 많이 나왔는데, 김희창 작 <로맨스 빠빠>, 김영수 작 <박서방>, 한운사 작 <현해탄은 알고 있다>, <어느 하늘 아래서>, 조남사 작 <동심초>, 주태익 작 <꽃과 낙엽이 있는 언덕길> 등은 지금도 기억에 남는 작품들이다.  단막극으로는 김영수 작 <굴비> <저녁노을>, 주태익 작 <어떤 운명론자> <8년만의 전화>, 김희창 작 <깊은 산속에서는> <후기인상파의 밤> <파리약에 붙는 파리>, 조남사 작 <낙엽>, 최요안 작 <잃어버린 노인>, 임희재 작 <머나먼 어느 곳에서> <거룩한 보수> <황혼>, 이서구 작 <장명등> <그리움>, 한운사 작 <조용한 분노> 등이 특기할 만하다.
KBS에 의해 조성된 라디오 드라마 붐은 1954년에 기독교 방송국의 개국을 필두로 1961년에 문화방송국, 그 뒤를 이어 동아방송, 라디오서울(당시 동양방송)이 잇따라 개국하여 청취자 쟁탈에 저마다 열을 올리자 더욱 가속화되어, 각 방송이 모두 하루에 일일연속극 2∼3종을 방송하는 등 절정을 이루기에 이르렀다. 이러한 과열된 붐은 필연적으로 라디오 드라마 종사자의 기근을 가져왔다. 작품의 수요량이 늘자 방송작가들은 바빠지기 시작했고, 상대적으로 수적으로 부족한 성우(聲優)들은 이 방송국, 저 방송국을 릴레이식으로 뛰어다니며 소위 겹치기 출연의 호경기를 맞았다.  이러한 여러 가지 제약은 청취율을 고려한 지나친 멜로화(化)와 함께 드라마의 내용을 빈약하게 만드는 요소가 되었다. 이러한 붐은 드라마의 저속화를 비난하는 소리가 들리는 가운데 계속 유지되었다.
텔레비전 방송이 시작되고 수상기(受像機)의 보급이 급격히 늘어나면서 라디오 드라마의 붐은 서서히 식어가기 시작했다. 재래의 관념으로서의 라디오 드라마가 막을 내린 지 이미 오래인 외국의 경우와는 달리 대한민국의 라디오 드라마는 아직도 '건재하다.' 그러나 앞으로 어떤 방향으로든 변화할 것만은 틀림없는 사실이라 생각된다.